# Ваштаг, Франчиск
Франчиск Ваштаг (рум. Francisc Vaștag; род. 26 ноября 1969, Решица) — румынский боксёр, представитель полусредней и первой средней весовых категорий. Выступал за сборную Румынии в конце 1980-х — середине 1990-х годов, трёхкратный чемпион мира, дважды чемпион Европы, многократный победитель и призёр румынских национальных первенств, участник трёх летних Олимпийских игр. Также известен как тренер по боксу. Заслуженный мастер спорта Румынии (2000).

## Биография
Франчиск Ваштаг родился 26 ноября 1969 года в городе Решица, жудец Караш-Северин. Имеет венгерские корни.
Впервые заявил о себе в 1985 году, став чемпионом Румынии среди юниоров в категории до 57 кг. Год спустя выступил на юниорском чемпионате Европы и выиграл здесь золотую медаль. Ещё через год добавил в послужной список звание чемпиона мира среди юниоров.
Благодаря череде удачных выступлений вошёл в основной состав румынской национальной сборной и удостоился права защищать честь страны на летних Олимпийских играх 1988 года в Сеуле — уже на стадии 1/16 финала полусредней весовой категории был побеждён представителем Того Абдукеримом Хамиду.
В 1989 году на чемпионате мира в Москве взял верх над всеми своими соперниками в полусреднем весе, в том числе в финале победил немца Зигфрида Менерта, и завоевал тем самым золотую медаль.
В 1990 году одержал победу на Играх доброй воли в Сиэтле.
На мировом первенстве 1991 года в Сиднее получил бронзу, проиграв в полуфинале Андреасу Отто.
Находясь в числе лидеров боксёрской команды Румынии, Ваштаг благополучно прошёл отбор на Олимпийские игры 1992 года в Барселоне — на сей раз выиграл у двоих оппонентов, уступив в четвертьфинале пуэрториканцу Анибалю Асеведо.
После барселонской Олимпиады Франчиск Ваштаг остался в основном составе румынской национальной сборной и продолжил принимать участие в крупнейших международных турнирах. Так, в 1993 году он завоевал золотые медали на чемпионате Европы в Бурсе и на чемпионате мира в Тампере в зачёте первой средней весовой категории.
В 1995 году на мировом первенстве в Берлине вновь был лучшим, став таким образом трёхкратным чемпионом мира по боксу.
Одержал победу на европейском первенстве 1996 года в Вайле и затем отправился боксировать на Олимпийских играх в Атланте — уже на предварительном этапе категории до 71 кг был остановлен немецким боксёром Маркусом Байером. Вскоре по окончании этих соревнований принял решение завершить спортивную карьеру.
Впоследствии работал тренером по боксу, возглавлял национальную сборную Румынии.
Его сын Андрей Ваштаг стал профессиональным футболистом, играл в чемпионате Румынии по футболу за бухарестское «Динамо» и другие клубы.